# Німецький націоналізм

Прапор Німеччини, спочатку розроблений у 1848 році та використовувався у Франкфуртському парламенті, потім Веймарською республікою, і є основою прапорів Східної та Західної Німеччини з 1949 року до сьогодні.

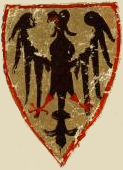
Reichsadler («імператорський орел») з герба Генріха VI, імператора Священної Римської імперії та короля Німеччини, датованого 1304 роком. Reichsadler є попередником Bundesadler, геральдичної тварини сьогоднішнього державного герба (Німеччини).

Німецький націоналізм (нім. Deutscher Nationalismus) — це ідея, яка пропагує єдність німців і германосфери в єдину національну державу. Німецький націоналізм також підкреслює і пишається патріотизмом і національною ідентичністю німців як однієї нації та одного народу. Найдавніші витоки німецького націоналізму почалися із зародженням романтичного націоналізму під час наполеонівських війн, коли пангерманізм почав зростати. Пропаганда німецької національної держави почала ставати важливою політичною силою у відповідь на вторгнення Франції на німецькі території під керівництвом Наполеона Бонопарта .
У 19 столітті німці обговорювали німецьке питання про те, чи повинна німецька національна держава складатися з « Малої Німеччини », яка виключала Австрійську імперію, чи «Великої Німеччини», яка включала Австрійську імперію або її німецькомовну частину.  Фракція на чолі з канцлером Пруссії Отто-фон-Бісмарком зуміла створити Малу Німеччину. 
Агресивний німецький націоналізм і територіальна експансія були ключовим чинником обох світових воєн. До Першої світової війни Німеччина створила колоніальну імперію, сподіваючись конкурувати з Британією та Францією. У 1930-х роках нацисти прийшли до влади та прагнули об’єднати всіх етнічних німців під керівництвом Адольфа Гітлера, що зрештою призвело до винищення євреїв, поляків, ромів та інших людей, яких вважали Untermenschen (недолюдьми) у Голокості під час Другої світової війни .
Після поразки нацистської Німеччини країна була розділена на Східну та Західну Німеччину на початку холодної війни, і кожна держава зберегла відчуття німецької ідентичності та ставила за мету возз’єднання, хоча й у різних контекстах. Створення Європейського Союзу частково було спробою поєднати німецьку ідентичність із європейською . Західна Німеччина пережила своє економічне диво після війни, що призвело до створення програми гастарбайтерів ; Чимало з цих робітників оселилися в Німеччині, що спричинило напруження навколо питань національної та культурної ідентичності, особливо щодо турків, які оселилися в Німеччині .
Возз'єднання Німеччини було досягнуто в 1990 році після Die Wende ; подія, яка викликала певну тривогу як у Німеччині, так і за її межами. Німеччина стала великою державою в Європі та у світі; її роль у європейській борговій кризі та європейській кризі мігрантів призвела до критики німецького авторитарного зловживання своєю владою, особливо щодо грецької боргової кризи, і підняла питання всередині та за межами Німеччини щодо ролі Німеччини у світі.
Після відмови від нацистського режиму та його злочинів після 1945 року німецький націоналізм загалом став у Німеччині табу. Громадяни країни шукали способи осмислити своє минуле, визнаючи його складність, але водночас прагнули пишатися як історичними, так і сучасними досягненнями. Проте питання німецької національної ідентичності залишалося частково відкритим. Хвиля національної гордості охопила Німеччину під час проведення Чемпіонату світу з футболу 2006 року. Ультраправі партії, що акцентували увагу на німецькій національній ідентичності та гордості, існували з часів закінчення Другої світової війни, але жодного разу не приходили до влади.
Згідно з проектом Correlates of War, патріотизм у Німеччині до Першої світової війни займав перше місце або близько до нього, тоді як сьогодні він займає перше місце в опитуваннях про патріотизм.  Однак є й інші опитування, згідно з якими сучасна Німеччина справді дуже патріотична.   

## історія

### Визначення німецької нації

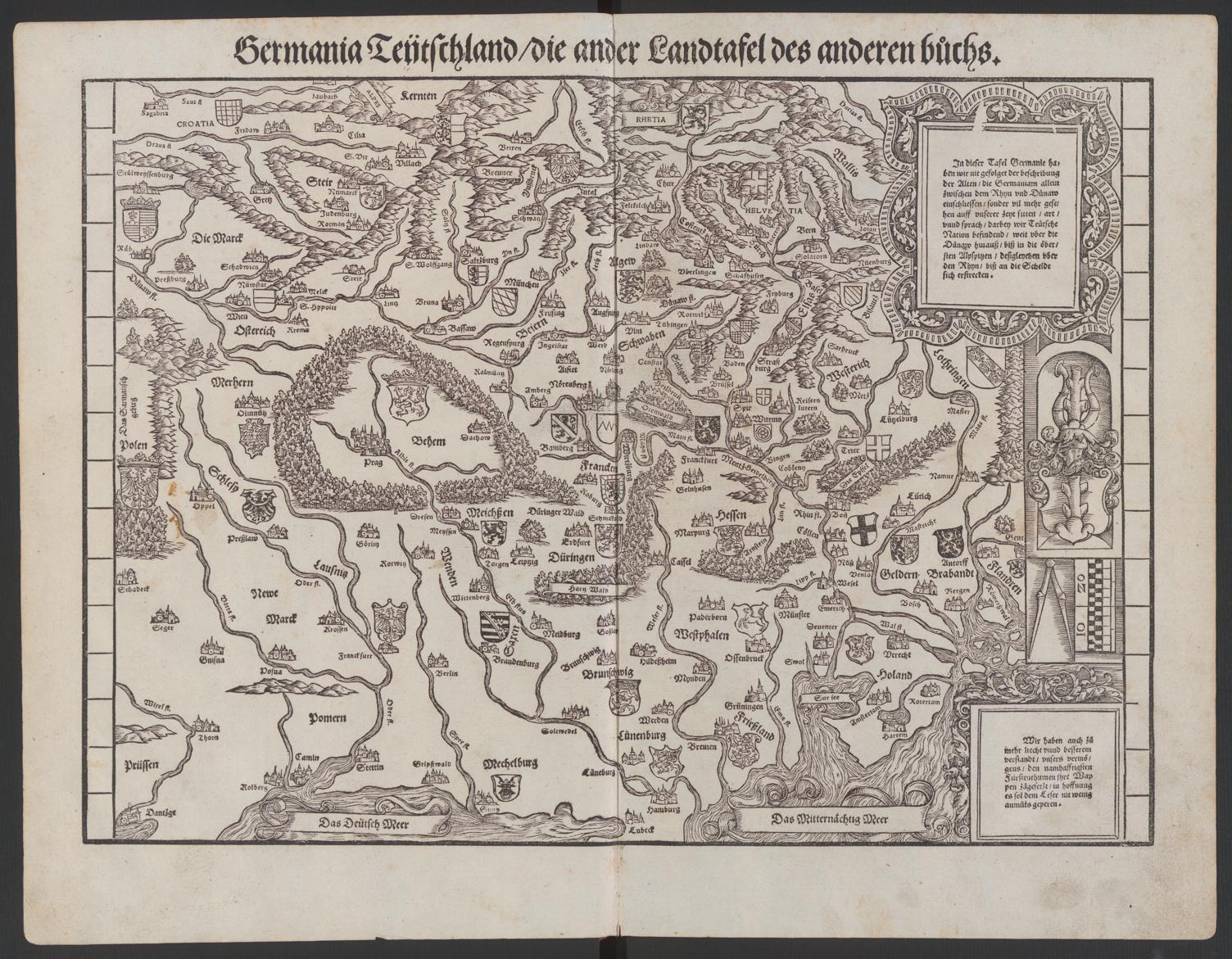
Ця карта, опублікована в Цюріху в 1548 році, визначає «німецький народ» на основі його традицій, звичаїв і мови.

Визначення німецької нації за внутрішніми ознаками викликало труднощі. Насправді більшість групових членств у «Німеччині» були зосереджені на інших, переважно особистих чи регіональних зв’язках (наприклад, з Lehnsherren ) — до формування сучасних націй. Дійсно, квазінаціональні інституції є основною передумовою для створення національної ідентичності, яка виходить за межі об’єднання людей.  З початку Реформації в 16 столітті німецькі землі були поділені між католиками та лютеранами, і мовне розмаїття також було великим. Сьогодні швабський, баварський, саксонський і кельнський діалекти в їхніх найбільш чистих формах оцінюються на 40% взаємно зрозумілих із більш сучасною стандартною німецькою мовою, тобто в розмові між будь-якими носіями будь-якого з цих діалектів і особою, яка розмовляє лише стандартної німецької мови, останній зможе зрозуміти трохи менше половини сказаного без попереднього знання діалекту, ситуація, яка, ймовірно, була подібний або більший у 19 ст. Проте меншою мірою цей факт майже не відрізняється від інших регіонів Європи. 
Націоналізм серед німців спочатку розвивався не серед широких верств населення, а серед інтелектуальних еліт різних німецьких держав. Ранній німецький націоналіст Фрідріх Карл фон Мозер, який писав у середині XVIII століття, зауважив, що порівняно з «англійцями, швейцарцями, голландцями та шведами» німцям бракувало «національного способу мислення».  Проте самі культурні еліти зіткнулися з труднощами у визначенні німецької нації, часто вдаючись до широких і розпливчастих понять: німці як «Sprachnation» (народ, об’єднаний однією мовою), «Kulturnation» (народ, об’єднаний однаковою мовою). культури) або «Erinnerungsgemeinschaft» (спільнота пам’яті, тобто спільна історія).  Йоганн Готліб Фіхте – вважається батьком-засновником німецького націоналізму  – присвятив 4-те зі своїх Звернень до німецької нації (1808) визначенню німецької нації, і зробив це в дуже широкій манері. На його думку, існувала дихотомія між людьми німецького походження. Були ті, хто покинув свою батьківщину (яку Фіхте вважав Німеччиною) під час періоду переселення народів і зазнав або асиміляції, або піддався сильному впливу римської мови, культури та звичаїв, і тих, хто залишився на своїх рідних землях і продовжував жити. триматися власної культури. 
Пізніші німецькі націоналісти змогли більш точно визначити свою націю, особливо після підйому Пруссії та утворення Німецької імперії в 1871 році, яка дала більшості німецькомовних у Європі спільну політичну, економічну та освітню структуру. Наприкінці 19-го та на початку 20-го століття деякі німецькі націоналісти додали елементи расової ідеології, що зрештою завершилося Нюрнберзькими законами, розділи яких мали на меті визначити за законом і генетикою, кого вважати німцем. 

### 19 століття

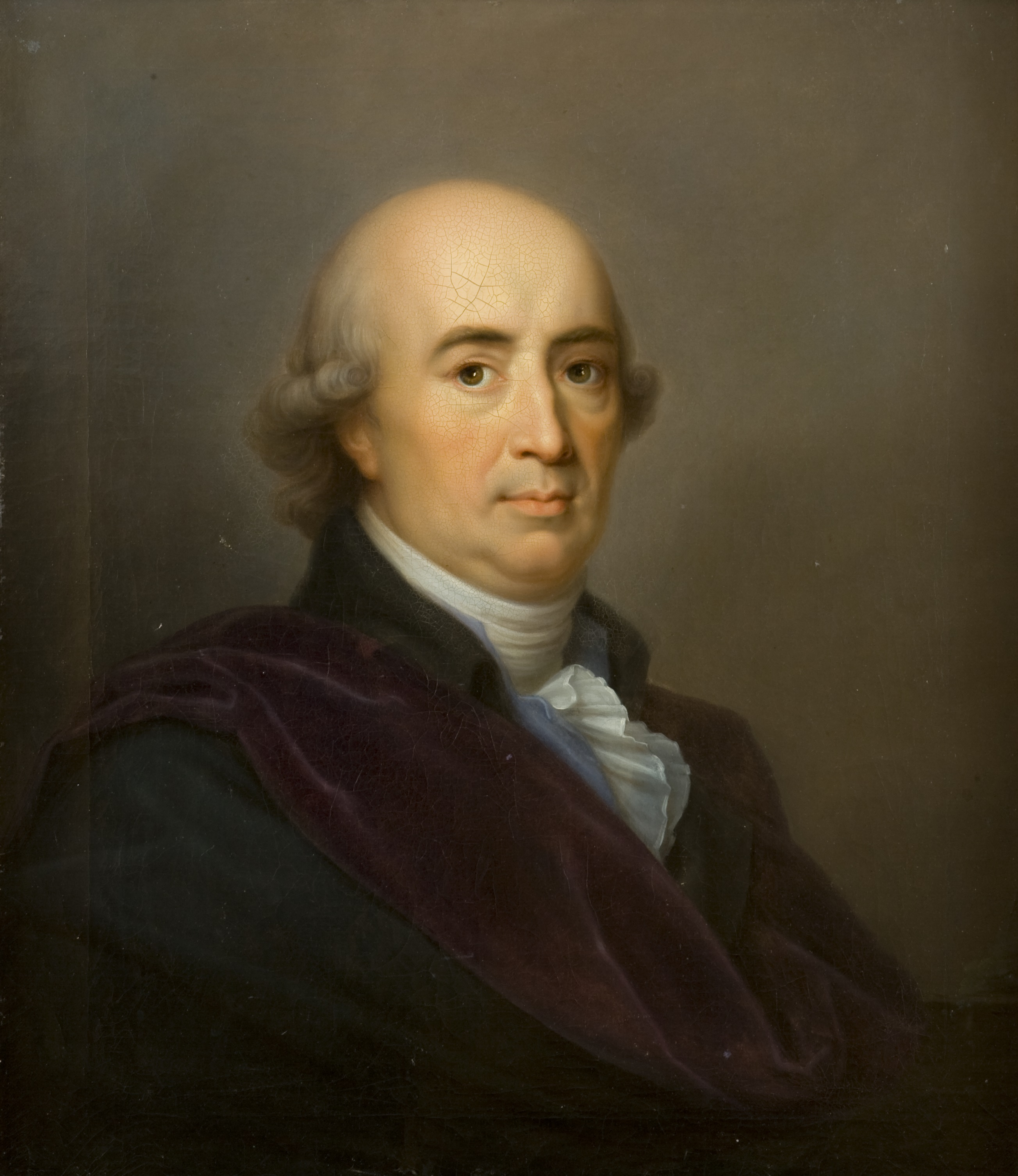
Йоганн Готфрід Гердер, засновник самої концепції націоналізму, хоча він не підтримував її програму

Німецький націоналізм почався лише після того, як концепція націоналізму була розроблена німецьким філософом Йоганном Ґотфрідом Гердером .  Німецький націоналізм мав романтичний характер і базувався на принципах колективного самовизначення, територіального об’єднання та культурної ідентичності, а також на політичній і культурній програмі досягнення цих цілей.  Німецький романтичний націоналізм походить від ідей натуралізму філософа епохи Просвітництва Жана Жака Руссо та французького революціонера Еммануеля-Жозефа Сієса та про те, що законні нації повинні були бути зачаті в природному стані . Цей наголос на природності етнолінгвістичних націй продовжували підтримувати романтичні німецькі націоналісти початку 19 століття Йоганн Ґотліб Фіхте, Ернст Моріц Арндт і Фрідріх Людвіг Ян, які всі були прихильниками пангерманізму . 
Вторгнення Французької імперії Наполеона у Священну Римську імперію (HRE) та її подальший розпад спричинили німецький ліберальний націоналізм, який відстоювала переважно німецька буржуазія середнього класу, яка виступала за створення сучасної німецької національної держави на основі ліберальної демократії, конституціоналізм, представництво та народний суверенітет, протистоячи абсолютизму .  Зокрема, Фіхте висунув німецький націоналізм як відповідь на французьку окупацію німецьких територій у своїх Зверненнях до німецької нації (1808), викликаючи відчуття німецької самобутності в мові, традиціях і літературі, які становили спільну ідентичність. 
Після поразки Франції у наполеонівських війнах на Віденському конгресі німецькі націоналісти спробували, але не змогли створити Німеччину як національну державу, натомість було створено Німецький союз, який являв собою вільну сукупність незалежних німецьких держав, які не мали сильних федеральних інститутів.  Економічна інтеграція між німецькими державами була досягнута шляхом створення Zollverein («Митного союзу») Німеччини в 1818 році, який проіснував до 1866 року  Створення Zollverein очолила Пруссія, а Zollverein домінувала Пруссія, що викликало обурення та напругу між Австрією та Прусією. 

### Романтичний націоналізм

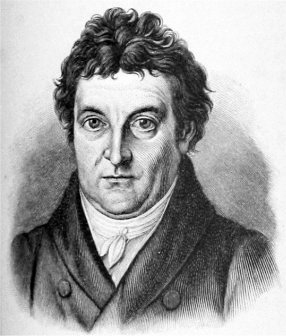
Філософ Йоганн Ґотліб Фіхте вважається поряд із поетом-романтиком Ернстом Моріцом Арндтом засновником німецького націоналізму.

Романтичний рух мав важливе значення для піднесення німецького націоналізму в 19 столітті, а особливо для народного руху, що сприяв відродженню Пруссії після її поразки від Наполеона в битві під Єною 1806 року. Звернення Йоганна Ґотліба Фіхте до німецької нації 1808 року, палкі передсмертні патріотичні сценічні драми Генріха фон Клейста та воєнна поезія Ернста Моріца Арндта під час антинаполеонівської боротьби 1813-1815 років відіграли важливу роль у формуванні характеру німецького націоналізму протягом наступних півтора століття в расовому етнічного, а не громадянсько-націоналістичного напряму. Романтизм також зіграв певну роль у популяризації міфу про Кіффгойзера, про імператора Фрідріха Барбароссу, який спить на вершині гори Кіффгойзер і який, як очікується, підніметься в певний час і врятує Німеччину), а також легенду про Лорелею (автори Брентано та Гейне ) серед інших.
Пізніше нацистський рух присвоїв націоналістичні елементи романтизму, а головний ідеолог нацистів Альфред Розенберг писав: «Тому реакція у формі німецького романтизму була бажаною, як дощ після тривалої посухи. Але в нашу епоху універсального інтернаціоналізму вона стає необхідно слідувати цьому расово пов’язаному романтизму до його ядра і звільнити його від певних нервових конвульсій, які все ще прикріплюються до нього».  Йозеф Геббельс сказав режисерам театрів 8 травня 1933 року, всього за два дні до спалення нацистами книг у Берліні, що: «Німецьке мистецтво наступного десятиліття буде героїчним, воно буде як сталь, воно буде романтичним, не- сентиментальний, фактичний; він буде національним з великим пафосом і водночас обов'язковим і обов'язковим, або не буде нічого». 
 
Це змусило таких вчених і критиків, як Фріц Штріх, Томас Манн і Віктор Клемперер, які до війни були прихильниками романтизму, переглянути свою позицію після війни та досвіду нацистів і прийняти більш антиромантичну позицію. 
Генріх Гейне пародіював такі романтичні модернізації середньовічних фольклорних міфів німецькими націоналістами 19 століття в розділі « Барбаросса » своєї великої поеми «Німеччина» 1844 року. Зимова казка :
Forgive, O Barbarossa, my hasty words!	

I do not possess a wise soul	

Like you, and I have little patience,

So, please, come back soon, after all!

...

Restore the old Holy Roman Empire,	

As it was, whole and immense.

Bring back all its musty junk,

And all its foolish nonsense.

The Middle Ages I’ll endure,

If you bring back the genuine item;

Just rescue us from this bastard state,

And from its farcical system...

### Революції 1848 року до об’єднання Німеччини 1871 року

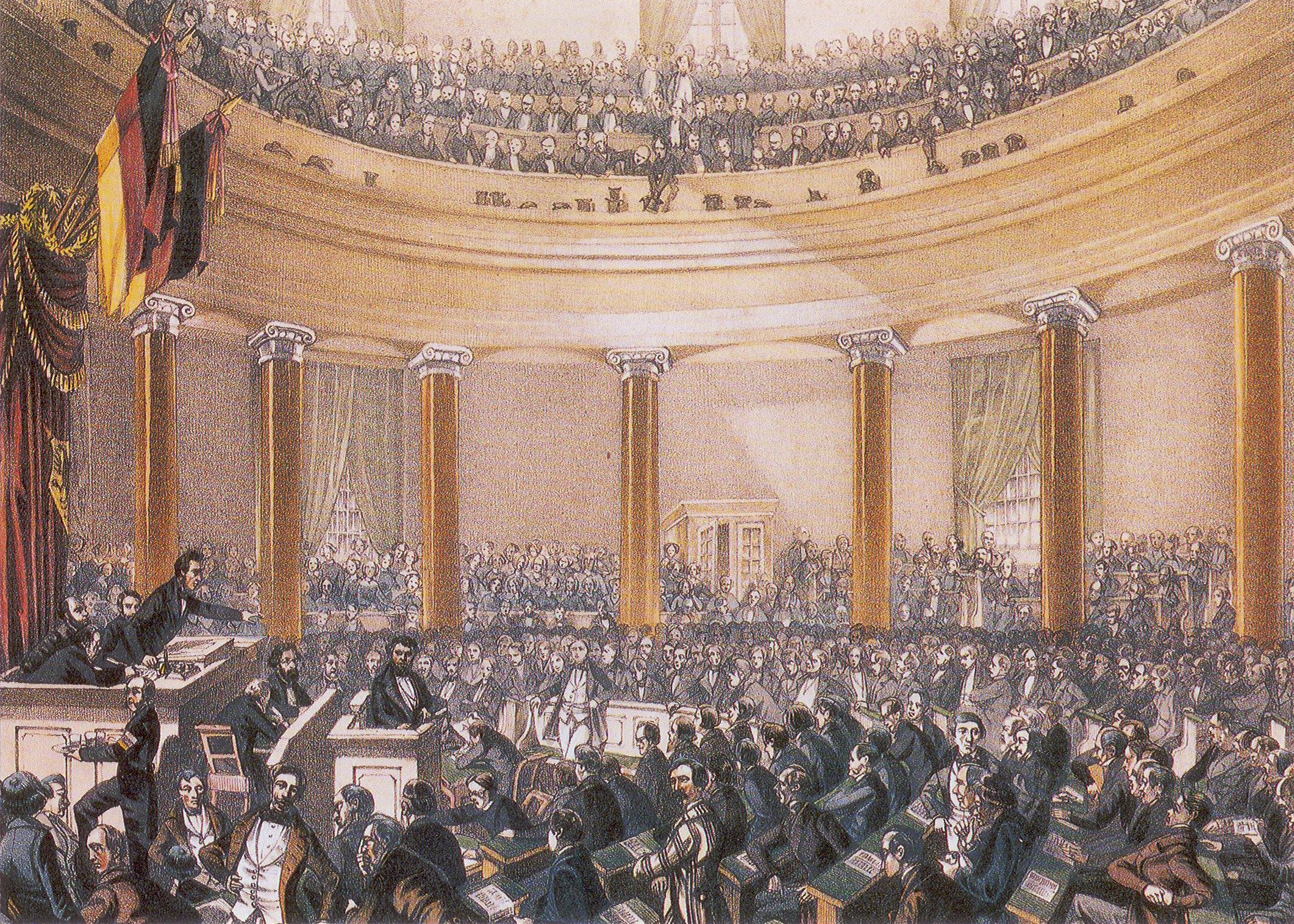
Зображення сесії Франкфуртського парламенту 1848 року

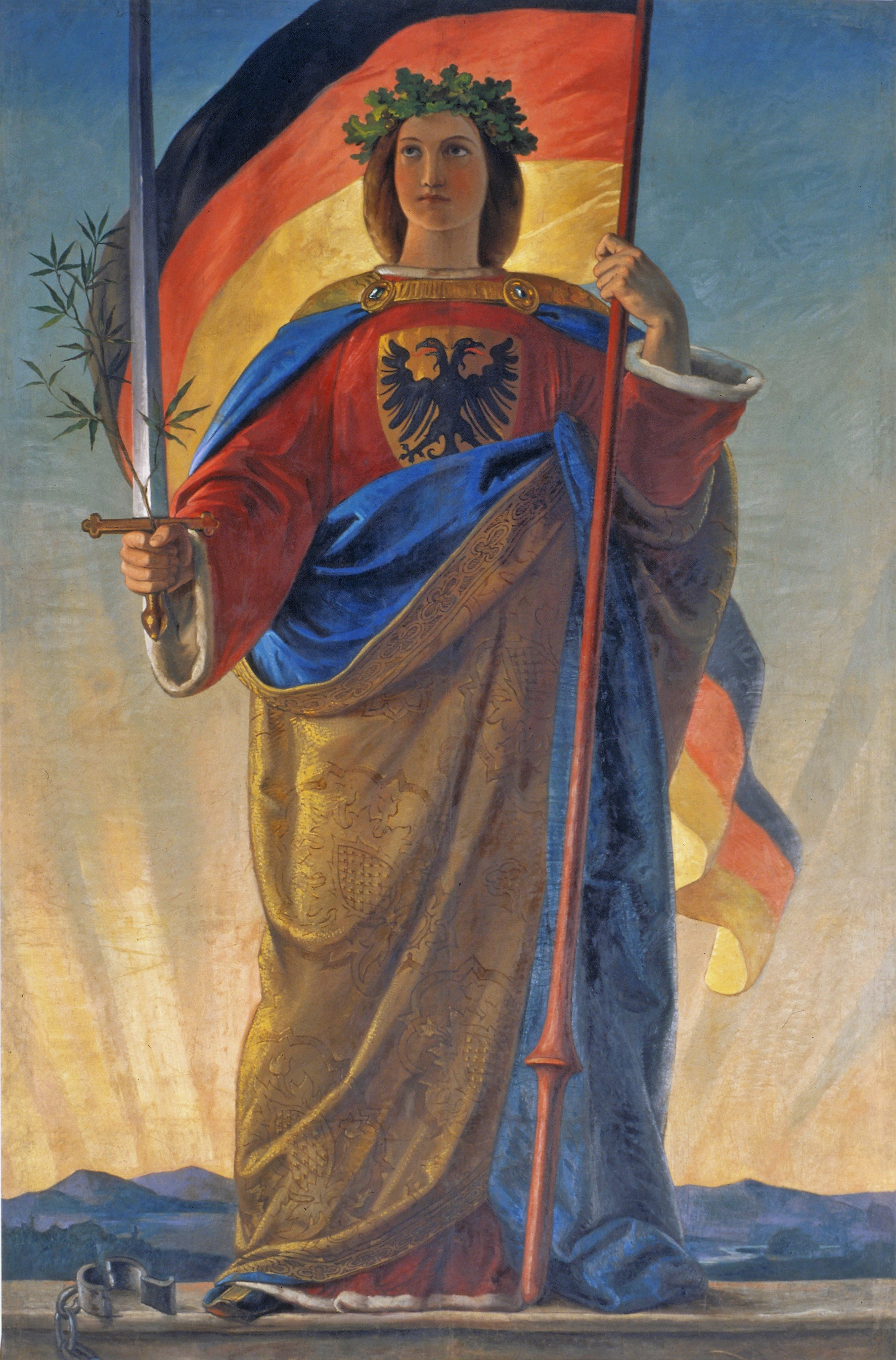
Німеччина, картина Філіпа Вейта, 1848 рік

Революції 1848 року призвели до багатьох революцій у різних німецьких державах , але широко поширене національне почуття щодо об’єднаної Німеччини все ще здавалося невловимим.  Націоналісти дійсно захопили владу в ряді німецьких держав і зібрали загальнонімецький парламент у Франкфурті в травні 1848 року  Франкфуртський парламент спробував написати національну конституцію для всіх німецьких держав, але суперництво між прусськими та австрійськими інтересами призвело до того, що парламент виступив за рішення «малої Німеччини» (монархічна німецька національна держава без багатоетнічної Австрії Габсбургів ) з імператорська корона Німеччини була надана королю Пруссії .  Король Пруссії відмовився від пропозиції, і спроби створити ліву німецьку національну державу зазнали невдачі та зазнали краху. 
Після невдалої спроби створити ліберальну німецьку національну державу, суперництво між Пруссією та Австрією посилилося під планом Отто фон Бісмарка, який став міністром-президентом Пруссії з 1862 року та блокував усі спроби Австрії приєднатися до Zollverein</link> .  Серед німецьких націоналістів виник розкол: одна група на чолі з пруссаками підтримувала «Малу Німеччину», яка виключала Австрію або її німецькомовну частину, а інша група виступала за « Велику Німеччину », яка включала Австрію.  Пруссаки шукали Малої Німеччини, щоб дозволити Пруссії встановити гегемонію над Німеччиною, яка не була б гарантована у Великій Німеччині.  Пізніше Гітлер стверджував, що це був головний пропагандистський пункт.
До кінця 1850-х років німецькі націоналісти наголошували на військових рішеннях. Настрої живилися ненавистю до французів, страхом перед Росією, неприйняттям Віденської угоди 1815 року та культом героїв-патріотів. Війна здавалася бажаним засобом прискорення змін і прогресу. Націоналісти в захваті від образу цілого збройного народу. Бісмарк використав войовничу гордість національного руху та бажання єдності та слави, щоб послабити політичну загрозу, яку ліберальна опозиція становила для консерватизму Пруссії. 
Пруссія досягла гегемонії над Німеччиною у «війнах за об’єднання»: Другій Шлезвізькій війні (1864), Австро-прусській війні 1866 року (яка фактично виключила Австрію з Німеччини) та Франко-прусській війні (1870-1871).  Німецька національна держава була заснована в 1871 році під назвою Німецька імперія . Вона втілювала «Малу Німеччину», де король Пруссії займав трон як німецький імператор ( Deutscher Kaiser</link> ) і Бісмарк стає канцлером Німеччини . 

### Від 1871 до Першої світової війни 1914–1918
На відміну від попереднього німецького націоналізму 1848 року, який базувався на ліберальних цінностях, німецький націоналізм, який використовували прихильники Німецької імперії, базувався на прусському авторитаризмі та був консервативним, реакційним, антикатолицьким, антиліберальним і антисоціалістичним за своєю природою.  Прихильники Німецької імперії виступали за Німеччину, засновану на прусському та протестантському культурному пануванні.  Цей німецький націоналізм зосереджувався на німецькій ідентичності, заснованій на історичному хрестовому поході Тевтонського ордену .  Ці націоналісти підтримували німецьку національну ідентичність, яка, як стверджувалося, базується на ідеалах Бісмарка, які включали тевтонські цінності сили волі, вірності, чесності та наполегливості. 
Католицько - протестантський розкол у Німеччині часом створював надзвичайну напруженість і ворожнечу між німцями-католиками та протестантами після 1871 року, наприклад, у відповідь на політику Kulturkampf у Пруссії канцлером Німеччини та прем’єр-міністром Пруссії Отто фон Бісмарком, яка прагнула демонтувати католицьку культуру. у Пруссії, що викликало обурення серед німецьких католиків і призвело до піднесення прокатолицької Центристської партії та Баварської народної партії . 

Німецькі націоналісти в Німецькій імперії, які виступали за Велику Німеччину в епоху Бісмарка, зосередилися на подоланні інакомислення німців-протестантів до включення німців-католиків у державу шляхом створення Los von Rom! (« Геть від Риму! ») рух, який виступав за асиміляцію німців-католиків до протестантизму.  За часів Німецької імперії третя фракція німецьких націоналістів (особливо в австрійських частинах Австро-Угорської імперії ) відстоювала рішуче прагнення до Великої Німеччини, але, на відміну від попередніх концепцій, на чолі з Пруссією замість Австрії; вони були відомі як Alldeutsche .
Соціал-дарвінізм, месіанізм і расизм стали темами, які використовувалися німецькими націоналістами після 1871 року на основі концепцій народної спільноти ( Volksgemeinschaft ). 

### Колоніальна імперія

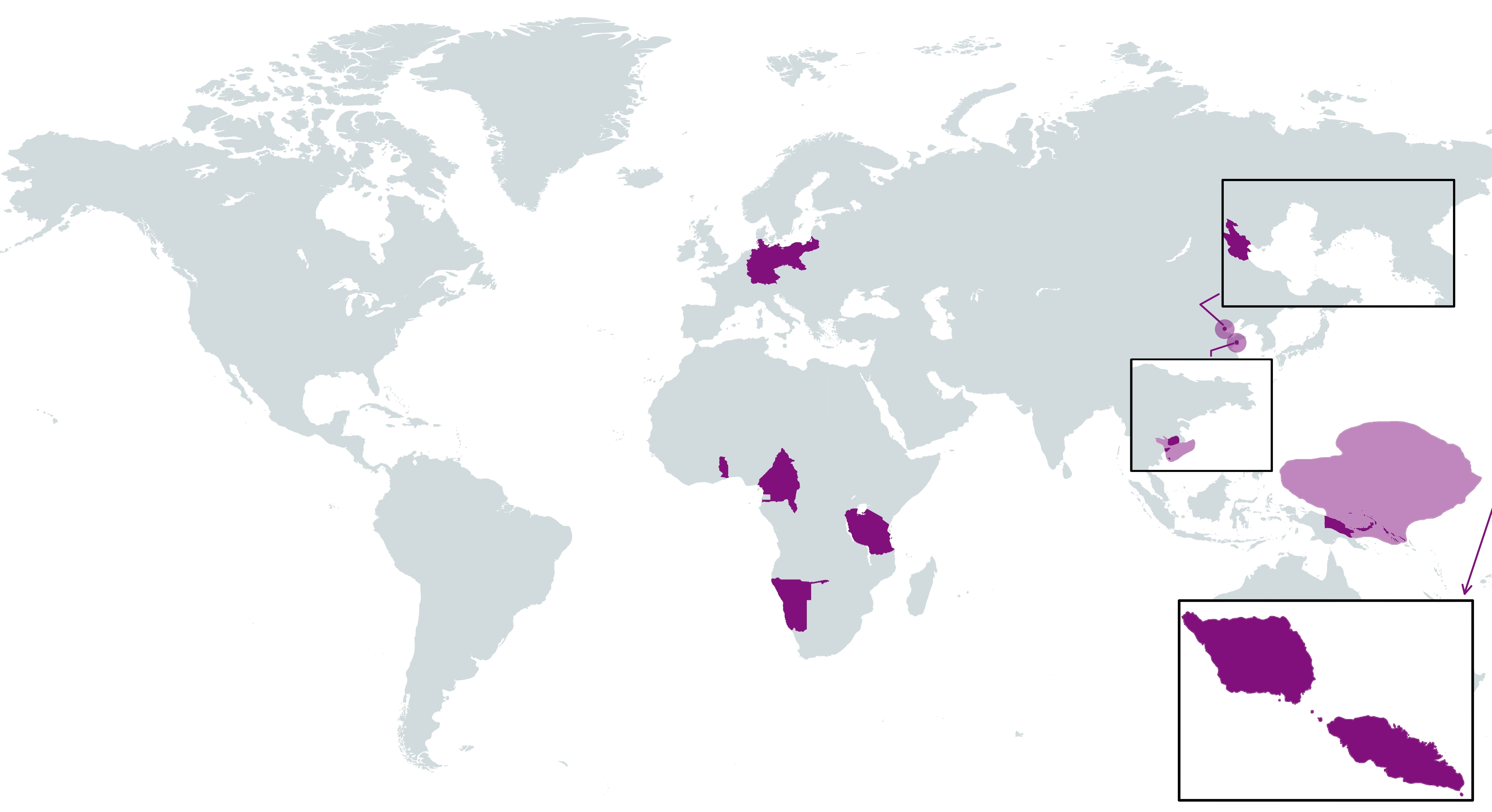
Німецька колоніальна імперія, третя за величиною колоніальна імперія протягом 19 століття після Британської та Французької.

Важливою складовою німецького націоналізму, який підтримували уряд і інтелектуальна еліта, був акцент на утвердженні Німеччини як провідної економічної та військової сили, що мала змагатися за світове домінування з Францією та Британською імперією. Німецьке колоніальне правління в Африці (1884–1914) стало проявом цього націоналізму та ідеї моральної вищості, яку виправдовували, створюючи образ «тубільців» як «Інших». Цей підхід підкреслював расистське бачення людства.
Німецька колонізація відзначалася застосуванням жорстокого насильства, яке подавалося під приводом просування «культури» та «цивілізації» — концептів, коріння яких сягає епохи Просвітництва. Попри це, культурно-місіонерський проєкт Німеччини позиціонував свої колоніальні програми як гуманітарні й освітні. Як зазначає історик Міхаель Шуберт, популярність ідей соціал-дарвінізму серед інтелектуалів слугувала виправданням права Німеччини на колоніальні території, що розглядалося як природний процес «виживання найпристосованіших».

### Міжвоєнний період 1918–1933 рр

Прапор Німеччини, спочатку розроблений у 1848 році та використовувався у Франкфуртському парламенті, потім Веймарською республікою, і є основою прапорів Східної та Західної Німеччини з 1949 року до сьогодні.
Прапор Німецької імперії, спочатку розроблений у 1867 році для Північнонімецького союзу, він був прийнятий як прапор Німеччини в 1871 році. Цей прапор використовувався противниками Веймарської республіки, які вважали чорно-червоно-жовтий прапор символом це. Нещодавно його використовували ультраправі націоналісти в Німеччині.
Прапор нацистської Німеччини з 1935 по 1945 рік. Цей прапор використовувався нацистською партією і зараз заборонений у багатьох європейських країнах, включаючи Німеччину та Австрію. Прапор сьогодні використовують неонацисти. Його основу складають кольори прапора Німецької імперії.

Німеччина після Версальського договору :

Уряд, встановлений після Першої світової війни, Веймарська республіка, встановив закон про національність, який ґрунтувався на уявленнях про німецький народ як етнорасову групу, яка була більшою мірою спадковою, ніж на сучасних уявленнях про громадянство ; закони мали на меті охопити німців, які іммігрували, і виключити групи іммігрантів. Ці закони залишалися основою законів про громадянство Німеччини до возз’єднання. 
Уряд і економіка Веймарської республіки були слабкими; Німці були незадоволені урядом, каральними умовами воєнних репарацій і територіальними втратами за Версальським договором, а також наслідками гіперінфляції .  Економічні, соціальні та політичні розколи фрагментували німецьке суспільство.  Згодом Веймарська республіка зазнала краху під цим тиском і політичними маневрами провідних німецьких чиновників і політиків. 

### Нацистська Німеччина, 1933–1945

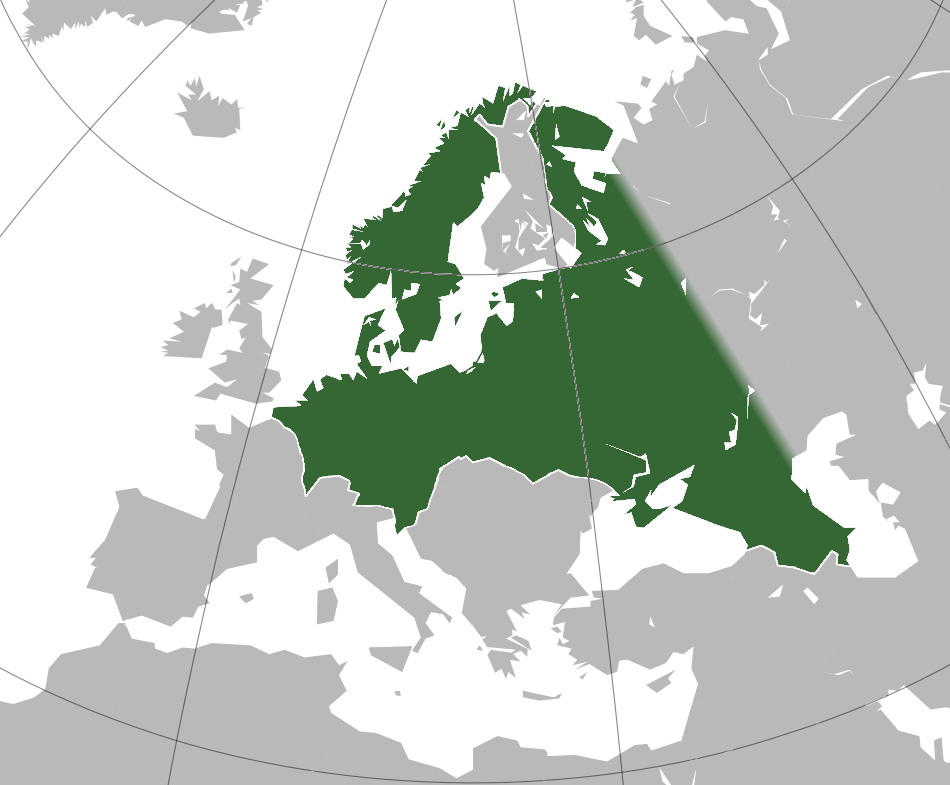
Кордони запланованого « Великого німецького рейху »

Нацистська партія (NSDAP), очолювана австрійцем Адольфом Гітлером, вірила в крайню форму німецького націоналізму. Першим пунктом нацистської програми з 25 пунктів було те, що «Ми вимагаємо об’єднання всіх німців у Великій Німеччині на основі права народу на самовизначення». Гітлер, австрійський німець за походженням, почав розвивати свої сильні патріотичні німецькі націоналістичні погляди з самого молодого віку. На нього сильно вплинули багато інших австрійських паннімецьких націоналістів в Австро-Угорщині, зокрема Георг Ріттер фон Шенерер і Карл Люгер . Пангерманські ідеї Гітлера передбачали створення Великого німецького рейху, який мав включати австрійських німців, судетських німців та інших етнічних німців. Анексія Австрії ( Anschluss ) і Судетської області ( анексія Sudetenland ) завершила прагнення нацистської Німеччини до німецького націоналізму німецького фольксдойче (людей/народу).
Генеральний план Ост закликав до винищення, вигнання, германізації або поневолення більшості чи всіх чехів, поляків, росіян, білорусів та українців з метою забезпечення більшого життєвого простору для німецького народу. 

### З 1945 року по теперішній час
Після Другої світової війни німецька нація була розділена на дві держави, Західну Німеччину та Східну Німеччину, а колишні німецькі території на схід від лінії Одер–Нісі увійшли до складу Польщі та Росії. Основний закон Федеративної Республіки Німеччини, який служив конституцією Західної Німеччини, був задуманий і написаний як тимчасовий документ з надією на возз’єднання Східної та Західної Німеччини.  Земля Саар була відокремлена Францією, щоб стати її протекторатом у 1946 році, але пізніше приєдналася до Західної Німеччини на початку 1957 року 
Формування Європейського економічного співтовариства, а згодом і Європейського Союзу, було частково спричинене силами всередині та за межами Німеччини, які прагнули глибше закріпити німецьку ідентичність у ширшій європейській ідентичності, у своєрідному «націоналізмі співпраці».  :32
Возз’єднання Німеччини стало центральною темою в західнонімецькій політиці та центральним принципом Східнонімецької соціалістичної єдності Партії Німеччини, хоча й у контексті марксистського бачення історії, згідно з яким уряд Західної Німеччини буде зметено. в пролетарській революції. 
Питання німців і колишньої німецької території в Польщі, а також статус Кенігсберга як частини Росії залишалися складними, і люди в Західній Німеччині виступали за повернення цієї території в 1960-х роках.  Східна Німеччина підтвердила кордон із Польщею у 1950 році, тоді як Західна Німеччина, після періоду відмови, нарешті прийняла кордон (із застереженнями) у 1970 році. 

Західнонімецький передвиборчий плакат із написом: «Німці. Ми можемо пишатися нашою країною».

Бажання німецького народу знову бути єдиною нацією залишалося сильним, але супроводжувалося відчуттям безвиході протягом 1970-х і 1980-х років; Die Wende, коли вона прибула наприкінці 1980-х років під впливом народу Східної Німеччини, стала несподіванкою, що призвело до виборів 1990 року, які поставили на місце уряд, який домовився про Договір про остаточне врегулювання по відношенню до Німеччини та возз’єднав Схід і Захід. Німеччини, і почався процес внутрішнього возз’єднання . 
Возз’єднання викликало опір у кількох колах як у Німеччині, так і за її межами, включаючи Маргарет Тетчер, Юргена Габермаса та Ґюнтера Ґрасса, через побоювання, що об’єднана Німеччина може відновити свою агресію проти інших країн. Незадовго до возз’єднання Західна Німеччина пройшла через загальнонаціональну дискусію під назвою Historikerstreit про те, як ставитися до свого нацистського минулого, причому одна сторона стверджувала, що в нацизмі немає нічого особливо німецького, і що німецький народ повинен позбутися своєї сорому за минуле. і дивляться вперед, пишаючись своєю національною ідентичністю, а інші вважають, що нацизм виріс із німецької ідентичності, і нація повинна залишатися відповідальною за своє минуле та ретельно остерігатися будь-якого відновлення Нацизм. Ці дебати не втішили тих, хто стурбований тим, чи може возз’єднана Німеччина становити небезпеку для інших країн, а також зростання неонацистських груп скінхедів у колишній Східній Німеччині, прикладом чого стали заворушення в Хоєрсверді в 1991 році.   Націоналістична реакція, заснована на ідентичності, виникла після об’єднання, коли люди намагалися відповісти на «німецьке питання», що призвело до насильства з боку чотирьох неонацистських / ультраправих партій, які були заборонені Федеральним конституційним судом Німеччини після вчинення або підбурювання до насильства: Націоналістичний фронт, Національний наступ, Німецька альтернатива та Камараденбунд.  :44
Одним із ключових питань для об’єднаного уряду було те, як визначити громадянина Німеччини. Закони, успадковані від Веймарської республіки, які засновували громадянство на основі спадковості, були доведені нацистами до крайності, були несмачними та живили ідеологію німецьких ультраправих націоналістичних партій, таких як Національно-демократична партія Німеччини (NPD), яка була заснована в 1964 році. від інших ультраправих груп.   Крім того, Західна Німеччина прийняла велику кількість іммігрантів (особливо турків ), членство в Європейському Союзі означало, що люди могли більш-менш вільно пересуватися через національні кордони в Європі, а через зниження народжуваності навіть об’єднаній Німеччині потрібно було прийняти близько 300 000 іммігрантів. на рік, щоб зберегти свою робочу силу.  (Німеччина імпортувала робочу силу ще з часів післявоєнного «економічного дива» через свою програму Gastarbeiter .  ) Уряд Християнсько-демократичного союзу / Християнсько-соціального союзу, який обирався протягом 1990-х років, не змінював закони, але близько 2000 р. нова коаліція на чолі з Соціал-демократичною партією Німеччини прийшла до влади та внесла зміни до закону, що визначає, хто є німцем на основі jus soli а не jus krvavinis . 
Питання про те, як вирішити турецьке населення, залишалося складним питанням для Німеччини; багато турків не інтегрувалися та сформували паралельне суспільство всередині Німеччини, а питання використання освіти чи юридичних покарань для стимулювання інтеграції час від часу хвилюють Німеччину, а питання про те, що таке «німець», супроводжують дебати про «турецьке питання». ".    

Гордість за те, що ти німець, залишалася важкою проблемою; Одним із сюрпризів Чемпіонату світу з футболу 2006 року, який проходив у Німеччині, були масові прояви національної гордості німців, які, здавалося, викликали зненацька й обережне захоплення навіть самих німців.   У статті 2011 року, опублікованій Університетом Пенсільванії, було зазначено, що: 
«Патріотизм у Німеччині був табуйованою темою з часів Адольфа Гітлера, і переважна більшість німців визнала, що вони не можуть виражати будь-яку форму національної гордості».
Роль Німеччини в управлінні європейською борговою кризою, особливо у зв’язку з грецькою державною борговою кризою, призвела до критики з боку деяких сторін, особливо всередині Греції, стосовно того, що Німеччина використовує свою владу в жорсткий та авторитарний спосіб, що нагадує її авторитарне минуле та ідентичність.   
Напруга навколо європейської боргової кризи та європейської кризи мігрантів, а також зростання правого популізму загострили питання німецької ідентичності приблизно у 2010 році. Партія «Альтернатива для Німеччини» була створена в 2013 році як негативна реакція на подальшу європейську інтеграцію та допомогу іншим країнам під час європейської боргової кризи; від свого заснування до 2017 року партія займала націоналістичні та популістські позиції, відкидаючи провину Німеччини за епоху нацизму та закликаючи німців пишатися своєю історією та досягненнями.   
На виборах до Європейського парламенту 2014 року NPD отримала своє перше місце в Європейському парламенті , але знову втратила його на виборах до ЄС 2019 року.

## Німецький націоналізм в Австрії
1. 1 2 3 4 5 6 7  Verheyen, 1999, с. 8.
2. ↑  Correlates of War – The Correlates of War Project. correlatesofwar.org. Процитовано 1 листопада 2022.
3. ↑   (PDF). 5 жовтня 2016 https://web.archive.org/web/20161005112907/http://www.identity-foundation.de/images/stories/downloads/Studie_Deutsch-Sein_final_klein.pdf. Архів оригіналу (PDF) за 5 жовтня 2016. Процитовано 22 березня 2023. {{cite web}}: Пропущений або порожній |title= (довідка)
4. ↑  Stolz Deutscher zu sein. Statista (нім.). Процитовано 22 березня 2023.
5. ↑  Greenwood, Shannon (5 травня 2021). 5. National pride and shame. Pew Research Center's Global Attitudes Project (амер.). Процитовано 22 березня 2023.
6. ↑  Konstantin Langmaier (2016), Dem Land Ere und Nucz, Frid und Gemach: Das Land als Ehr-, Nutz- und Friedensgemeinschaft: Ein Beitrag zur Diskussion um den Gemeinen Nutzen.', Vierteljahrschrift für Sozial- und Wirtschaftsgeschichte (нім.), 103, pp. 178–200.
7. ↑  Jansen, Christian (2011), "The Formation of German Nationalism, 1740–1850," in: Helmut Walser Smith (Ed.), The Oxford Handbook of Modern German History. Oxford: Oxford University Press. p. 234-259; here: p. 239-240.
8. ↑  Motyl, 2001, с. 189—190.
9. ↑  Smith, 2010, с. 24.
10. ↑  Smith, 2010, с. 41.
11. 1 2 3 4 5 6 7  Verheyen, 1999, с. 7.
12. ↑  Jusdanis, 2001, с. 82—83.
13. ↑  Rosenberg, Alfred (1982). Book I: The Conflict of Values, Chapter I. Race and Race Soul. The Myth of the Twentieth Century: An Evaluation of the Spiritual-Intellectual Confrontations of Our Age. Noontide Press.
14. ↑  Gadberry, Glenn W. (1995). Introduction. Theatre in the Third Reich, the Prewar Years: Essays on Theatre in Nazi Germany (Contributions to the Study of World History). Praeger Publishers. ISBN 9780313295164.
15. ↑  Reactionary German Romanticism. Anasintaxi Newspaper, issue 385. 2013.
16. ↑  Heine, Heinrich (2007) [1844]. Caput XVII. Germany. A Winter's Tale. Переклад: Bowring, Edgar Alfred. New York: Montial.
17. ↑  Lukács, György (1980) [1952]. Schelling's Later Philosophy (PDF). The Destruction of Reason. Переклад: Palmer, Peter R. London: Merlin Press.
18. ↑  Lukács, György (1947). Romanticism (Die Romantik als Wendung in der deutschen Literatur). Fortschritt und Reaktion in der deutschen Literatur. Переклад: P., Anton. Berlin: Aufbau-Verlag.
19. ↑  
Mazower, Mark (7 березня 2013). Germans and Slavs: 1848-1918. Hitler's Empire: Nazi Rule in Occupied Europe. Penguin UK. ISBN 9780141917504. Процитовано 5 січня 2024. [...] in the middle of the nineteenth century, the German-speaking peoples were still ruled by a bewildering array of duchies, principalities and kingdoms. What people in central and eastern Europe meant when they described themselves as 'German' varied greatly from place to place, and many of them could scarcely understand one another because regional dialects were so strong. Politically, most 'Germans' professed loyalty to their rulers and did not see themselves as part of a single group, still less one that ought to be unified in a single state.
20. ↑  Verheyen, 1999, с. 7—8.
21. ↑  Lorenz Müller, Frank (2007). The Spectre of a People in Arms: The Prussian Government and the Militarisation of German Nationalism, 1859–1864. English Historical Review. 122 (495): 82—104. doi:10.1093/ehr/cel374. JSTOR 20108205.
22. ↑  Verheyen, 1999, с. 8, 25.
23. ↑  Kesselman, 2009, с. 181.
24. ↑  Samson, 2002, с. 440.
25. ↑  Gerwarth, 2005, с. 20.
26. ↑  Seton-Watson, 1977, с. 98.
27. ↑  Verheyen, 1999, с. 24.
28. 1 2 3 4 5 6 7 8  Berdahl, Robert M. (2005). German Reunification in Historical Perspective. The Berkeley Journal of International Law. 23 (2). doi:10.15779/Z38RS8N.
29. 1 2 3  Motyl, 2001, с. 190.
30. ↑  Snyder, Timothy (2010). Bloodlands: Europe Between Hitler and Stalin. Basic Books. p. 160. ISBN 0465002390
31. ↑  Freymond, Jacques (2021). The Saar Conflict, 1945–1955. Hassell Street Press. ISBN 9781013850066.
32. 1 2  Cameron, Keith (1999). National Identity (англ.). Intellect Books. ISBN 9781871516050.
33. ↑  Posener, Alan (20 червня 2016). German nationalism can only be contained by a united Europe. The Guardian.
34. ↑  Jessup, John E. (1998). An encyclopedic dictionary of conflict and conflict resolution, 1945–1996. Westport, Conn.: Greenwood Press. с. 543. ISBN 978-0313281129.
35. ↑  Brown, Timothy S. (1 січня 2004). Subcultures, Pop Music and Politics: Skinheads and "Nazi Rock" in England and Germany. Journal of Social History. 38 (1): 157—178. doi:10.1353/jsh.2004.0079. JSTOR 3790031.
36. ↑  Conradt, David P. (1995). Germany's New Politics: Parties and Issues in the 1990s (англ.). Berghahn Books. с. 258. ISBN 9781571810335.
37. ↑  History of the Guest Workers. German Missions in the United States. Архів оригіналу за 31 травня 2017. Процитовано 14 травня 2017.
38. ↑  A Study says Turks are Germany's worst integrated immigrants. Процитовано 18 травня 2016.
39. ↑  Immigration: Survey Shows Alarming Lack of Integration in Germany. Процитовано 18 травня 2016.
40. ↑  The Welfare Use of Immigrants and Natives in Germany: The Case of Turkish Immigrants (PDF). Процитовано 25 січня 2017.
41. ↑  Prevezanos, Klaudia (30 жовтня 2011). Turkish guest workers transformed German society | Germany and Turkey – A difficult relationship | DW.COM | 30 October 2011. Deutsche Welle.
42. ↑  Bernstein, Richard (18 червня 2006). In World Cup Surprise, Flags Fly With German Pride. The New York Times.
43. ↑  Harding, Luke (29 червня 2006). Germany revels in explosion of national pride and silly headgear. The Guardian.
44. ↑  German Patriotism: A Fresh Start. Knowledge at Wharton (амер.). Процитовано 2 квітня 2023.
45. ↑  Shuster, Simon (15 липня 2015). Germany Finds Itself Playing the Villain in Greek Drama. Time.
46. ↑  Wagstyl, Stefan (15 липня 2015). Merkel's tough tactics prompt criticism in Germany and abroad. Financial Times.
47. ↑  Cohen, Roger (13 липня 2015). The German Question Redux. The New York Times.
48. ↑  Taub, Amanda; Fisher, Max (18 січня 2017). Germany's Extreme Right Challenges Guilt Over Nazi Past. The New York Times.
49. ↑  Understanding the 'Alternative for Germany': Origins, Aims and Consequences (PDF). University of Denver. 16 листопада 2016. Процитовано 29 квітня 2017.
50. ↑  Beyer, Susanne; Fleischhauer, Jan (30 березня 2016). AfD Head Frauke Petry: 'The Immigration of Muslims Will Change Our Culture'. Der Spiegel.
51. ↑  Meet the new faces ready to sweep into the European parliament. The Guardian. 26 травня 2014. Процитовано 11 січня 2015.

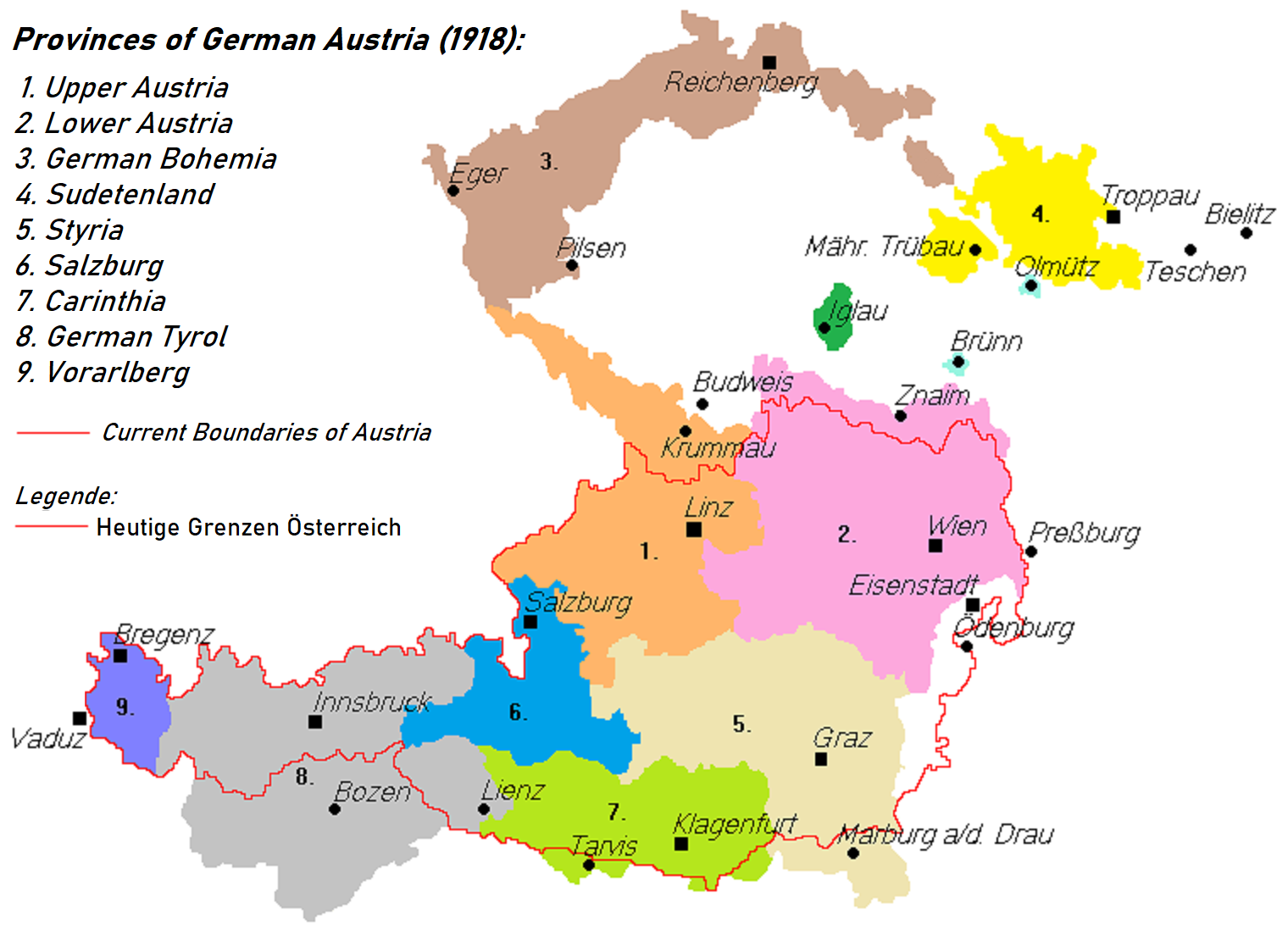
Німецькомовні провінції, на які претендувала німецько-австрійська сторона в 1918 році: кордон наступної Другої Австрійської республіки окреслено червоним.

Після революцій 1848/49 рр ., під час яких ліберальні націоналістичні революціонери виступали за рішення Великої Німеччини, поразки Австрії в австро-прусській війні (1866), що призвело до виключення Австрії зі складу Німеччини, і посилення етнічних конфліктів у Габсбургах. монархії Австро-Угорської імперії, в Австрії розвинувся німецький національний рух. Очолювані радикальним німецьким націоналістом і антисемітом Георгом фон Шенерером організації, такі як Пангерманське товариство, вимагали приєднання всіх німецькомовних територій Дунайської монархії до Німецької імперії та рішуче відкидали австрійський патріотизм.  Völkisch і расистський німецький націоналізм Шенерера був джерелом натхнення для ідеології Гітлера.  У 1933 році австрійські нацисти та націонал-ліберальна Великонімецька народна партія сформували групу дій, щоб разом боротися проти австрофашистського режиму, який нав’язував чітку австрійську національну ідентичність.  Порушуючи умови Версальського договору, Гітлер, уродженець Австрії, об’єднав дві німецькі держави разом «( аншлюс )» у 1938 році. Це означало, що історична мета австрійських німецьких націоналістів була досягнута, і Великонімецький Рейх коротко проіснував до кінця війни.  Після 1945 року німецький національний табір був відроджений у Федерації незалежних і Партії свободи Австрії . 
На додаток до певної форми націоналізму в Австрії, яка дивилася в бік Німеччини, існували також форми австрійського націоналізму, які відкидали об’єднання Австрії з Німеччиною та німецьку ідентичність на основі збереження католицької релігійної ідентичності австрійців від потенційної небезпеки, пов’язаної з частиною протестантської більшості Німеччини, а також їх різна історична спадщина щодо їх переважно кельтської (це місце першої кельтської культури , і кельти були її першими поселенці), слов’янського, аварського, ретського та римського походження до колонізації ( германської ) Баварії .    Крім того; деякі штати Австрії також визнають мови меншин своїми офіційними мовами, окрім німецької, такі як хорватська, словенська та угорська .

## Націоналістичні політичні партії

### Зараз

#### В Німеччині
- Альтернатива для Німеччини (2013–дотепер)
- Християнський центр — За Німеччину згідно з Божими заповідями (1988–тепер)
- Німецька партія (1993) (1993–тепер)
- Національна демократична партія Німеччини (1964–тепер)
- Республіканці (1983–тепер)
- Третій шлях (2013–тепер)

#### В Австрії
- Партія свободи Австрії (1956–тепер)

### Неіснуючий

#### В Німеччині
- Загальнонімецький блок/Ліга вигнанців і позбавлених прав (1950–1961)
- Citizens in Rage (2004–червень 2023)
- Вільна консервативна партія (1867–1918)
- Вільна німецька робітнича партія (1979–1995)
- Німецька партія (1947–1960)
- Німецький народний союз (1987–2011)
- Національно-демократична партія Німеччини (1948–1990)
- Національний наступ (1990–1992)
- Партія німецької батьківщини (1917–1918)
- Німецька національна народна партія (1918–1933)
- Партія німецького рейху (1950–1964)
- Німецька права партія (1946–1950)
- Німецький соціальний союз (1956–1962)
- Німецька соціалістична партія (1918–1922)
- Німецька соціальна партія (1921–1929)
- Партія свободи Німеччини Völkisch (1922–1924)
- Німецька робітнича партія (1919–1920)
- Гарцбурзький фронт (1931–1933)
- Національна ліберальна партія (1867–1918)
- Націонал-соціалістичний рух за свободу (1924–1925)
- Націонал-соціалістична німецька робітнича партія (1920–45)
- Національно-соціальна асоціація (1896–1903)
- Націоналістичний фронт (1985–1992)
- Стара Соціал-демократична партія Німеччини (1926–1932)
- Громадянський рух за Німеччину (2005–2017)
- Pro NRW (2007–2019)
- Народний соціалістичний рух Німеччини/Робітнича партія (1971–1982)
- Соціалістична партія Рейху (1949–1952)
- Völkisch-соціальний блок (1924–1924)
- Робоча громада Völkisch (1920–1933)

#### В Австрії
- Федерація незалежних (1949–1955)
- Партія свободи в Каринтії (1986–2010)
- Німецька народна партія (1896–1920)
- Німецько-національна партія (????–????)
- Великонімецька народна партія (1920–1934)
- Ландбунд (1919–1934)
- Національна демократична партія (1967–1988)

#### В Австро-Угорщині
- Німецька національна асоціація (1911–1917)
- Німецька робітнича партія (1903–1918)

#### У Чехословаччині
- Німецька національна партія (1919–1933)
- Німецька націонал-соціалістична робітнича партія (1919–1933)
- Партія судетських і карпатських німців (1935–1938)
- Судето-німецька партія (1933–1935)

#### У Ліхтенштейні
- Німецький національний рух у Ліхтенштейні (1938–1945)

#### У Люксембурзі
- Етнічний німецький рух (1940–1945)

#### У Польщі
- German People's Union in Poland (1924–????)
- Young German Party in Poland (1931–????)

#### В Румунії
- Німецька партія (1919–1944)
- Німецька народна партія (1935–1938)

#### У Словаччині
- Німецька партія (1938–1945)

#### У Швейцарії
- Федеральна колекція (1940–1943)
- Національний фронт (1933–1940)
- Національний рух Швейцарії (1940–1940)
- Народна партія Швейцарії (1951–????)
- Швейцарська націоналістична партія (2000–2022)

## Персоналії
- Адольф Гітлер
- Альберт Шпеєр
- Антон Дрекслер
- Арміній
- Клаус фон Штауффенберг
- Еріх Людендорф
- Ернст Юнгер
- Ернст Нікіш
- Грегор Штрассер
- Генріх Гіммлер
- Герман Герінг
- Йозеф Геббельс
- Карл Деніц
- Отто Ернст Ремер
- Отто Штрассер
- Отто фон Бісмарк
- Рудольф Гесс
- Вільгельм II

## Дивіться також
- Антисемітизм у Німеччині 21 століття
- Австрійський націоналізм
- Deutschtum
- Völkisch націоналізм
  - Völkisch рух
- Німецька діаспора
- нордизм
- Расизм у Німеччині
- Reichsbürgerbewegung
- скандинавщина
- Об'єднання Німеччини
- Питання про вину війни
- Прусський націоналізм
- Швейцарський націоналізм

### Цитовані твори
- Hagemann, Karen (1997). Of 'manly valor' and 'German Honor': nation, war, and masculinity in the age of the Prussian uprising against Napoleon. Central European History. 30 (2): 187—220. doi:10.1017/S0008938900014023.
- Pinson, K.S. (1934). Pietism as a Factor in the Rise of German Nationalism. Columbia UO.
- Smith, Helmut Walser (2014). German nationalism and religious conflict: culture, ideology, politics, 1870–1914. Princeton University Press.
- Helmut Walser Smith. 2020. Germany: A Nation in Its Time, Before, During, and After Nationalism, 1500–2000. W.W. Norton.
- Schulze, Hagen (1991). The Course of German Nationalism: From Frederick the Great to Bismarck 1763–1867. Cambridge University Press.

## Подальше читання
- Hagemann, Karen (1997). Of 'manly valor' and 'German Honor': nation, war, and masculinity in the age of the Prussian uprising against Napoleon. Central European History. 30 (2): 187—220. doi:10.1017/S0008938900014023.
- Pinson, K.S. (1934). Pietism as a Factor in the Rise of German Nationalism. Columbia UO.
- Smith, Helmut Walser (2014). German nationalism and religious conflict: culture, ideology, politics, 1870–1914. Princeton University Press.
- Helmut Walser Smith. 2020. Germany: A Nation in Its Time, Before, During, and After Nationalism, 1500–2000. W.W. Norton.
- Schulze, Hagen (1991). The Course of German Nationalism: From Frederick the Great to Bismarck 1763–1867. Cambridge University Press.

1. ↑  Ian Kershaw (2000). Hitler: 1889–1936 Hubris. W. W. Norton & Company. с. 33–34, 63—65. ISBN 9780393046717.
2. ↑  Morgan, Philip (2003). Fascism in Europe, 1919–1945. Routledge. с. 72. ISBN 0-415-16942-9.
3. ↑  Bideleux, Robert; Jeffries, Ian (1998), A history of eastern Europe: Crisis and Change, Routledge, с. 355, ISBN 9780415161121
4. ↑  Spohn, Willfried (2005). Entangled identities: nations and Europe. Austria: From Habsburg Empire to a Small Nation in Europe. Routledge. с. 61. ISBN 9781351939928.
5. ↑  Priestly, Tom (27 січня 2017). Denial of Ethnic Identity: The Political Manipulation of Beliefs about Language in Slovene Minority Areas of Austria and Hungary. Slavic Review. 55 (2): 364—398. doi:10.2307/2501916. JSTOR 2501916.
6. ↑  Wolfram, Herwig (18 січня 2010). Austria before Austria: The Medieval Past of Polities to Come. Austrian History Yearbook. 38: 1. doi:10.1017/S0067237800021378.